# Dekanat Dzierżoniów-Południe
Dekanat Dzierżoniów-Południe – nieistniejący dekanat w rzymskokatolickiej diecezji świdnickiej. Przestał istnieć 11 czerwca 2007, w wyniku podziału dwóch dzierżoniowskich dekanatów na dekanaty: Bielawa, Dzierżoniów i Piława Górna.

## Parafie i miejscowości
W skład dekanatu wchodziło 12 parafii:

### parafia Ducha Świętego
- Bielawa → kościół parafialny i kościół pomocniczy Bożego Ciała
  - Kamieniczki
  - Nowa Bielawa

### parafia Miłosierdzia Bożego
- Bielawa → kościół parafialny

### parafia Wniebowzięcia NMP
- Bielawa → kościół parafialny i kaplica św. Augustyna

### parafia Chrystusa Króla
- Dzierżoniów → kościół parafialny

### parafia Królowej Różańca Świętego
- Dzierżoniów → kościół parafialny i kaplica mszalna bez wezwania

### parafia św. Jana Chrzciciela
- Mościsko → kościół parafialny
- Nowizna → kościół filialny Najśw. Serca Pana Jezusa

### parafia św. Jadwigi
- Ostroszowice → kościół parafialny i kościół pomocniczy św. Józefa Oblubieńca NMP
  - Jodłownik → kaplica mszalna św. Józefa Oblubieńca NMP
  - Józefówek
  - Myśliszów
  - Wiatraczyn
- Grodziszcze → kościół filialny św. Maksymiliana Marii Kolbego
  - Dobrocinek
  - Grodziszcze-Kolonia

### parafia św. Antoniego
- Pieszyce → kościół parafialny i kaplica Najśw. Serca Pana Jezusa
  - Kamionki → kościół filialny Aniołów Stróżów

### parafia św. Jakuba
- Pieszyce → kościół parafialny, kościół filialny NMP Królowej Polski (w tzw. Pieszycach Dolnych) i kaplica św. Jerzego

### parafia św. Jana Nepomucena
- Pieszyce
  - Bratoszów
  - Dorotka
  - Lasocin
  - Padole
  - Piskorzów → kościół parafialny
  - Potoczek
  - Rościszów → kościół filialny św. Bartłomieja
  - Szczytów

### parafia św. Katarzyny
- Piława Dolna → kościół parafialny i kościół pomocniczy Narodzenia NMP
- Piława Górna

(ul. Cicha, ul. Dalsza, część ul. Młynarskiej, ul. Niecała, część ul. Sienkiewicza, ul. Struga, ul. Zielona)

### parafia św. Marcina
- Piława Górna → kościół parafialny
  - Kalinów
  - Kopanica
  - Kośmin → kaplica mszalna NMP Różańcowej

Powyższy wykaz przedstawia wszystkie miasta, wsie oraz dzielnice miast, przysiółki wsi i osady w dekanacie.